# Luxemburg (provincie a Belgiei)
Luxemburg (de asemenea în germană și în neerlandeză, franceză Luxembourg), este o provincie valonă din Belgia. Este situată în sud-estul țării și se învecinează cu Marele Ducat de Luxemburg, regiunea franceză Lorena și provinciile belgiene Namur și Liège. Capitala sa este orașul Arlon, situat în sud-estul provinciei. 
Provincia ocupă o suprafață de 4.443 km², fiind cea mai întinsă provincie belgiană. Cu o populație de aproximativ un sfert de milion de locuitori este însă cea mai puțin populată provincie. Provincia ocupă două regiuni geografice din Valonia: Ardeni în nord și Gaume în sud.
Provincia a fost separată din Marele Ducat de Luxemburg în 1839, după Revoluția belgiană, în urma divizării Regatului Unit al Țărilor de Jos. Majoritatea populației este francofonă, dar de-a lungul frontierei luxemburgheze o parte din populație este vorbitoare de luxemburgheză. Datorită istoriei comune, stema provinciei este similară cu stema Marelui Ducat de Luxemburg. 

## Lista guvernatorilor
- Jean-Baptiste Thorn (1830 – 1836)
- Victorin de Steenhault (1836 – 1841)
- Joseph de Riquet de Caraman et de Chimay (1841 – 1842)
- Charles Vandamme (1862 – 1884)
- Paul de Gerlache (1884 – 1891)
- Édouard Orban de Xivry (1891 – 1901)
- Emmanuel de Briey (1902 – 1932)
- Fernand Van den Corput (1932 – 1940)
- René Greindl (1940 – 1944)
- Fernand Van den Corput (1944 – 1945)
- Pierre Clerdent (1946 – 1953)
- Maurice Brasseur (1965 – 1976)
- Jacques Planchard (1976 – 1996)
- Bernard Caprasse (1996 – prezent)

## Comune
Provincia Luxemburg conține 44 de comune, grupate în cinci arondismente administrative, din care 12 au titlul de oraș.
| | Arondismentul Arlon: | Arondismentul Bastogne: |
| | - 01. Arlon - 02. Attert - 03. Aubange - 26. Martelange - 28. Messancy | - 04. Bastogne - 05. Bertogne - 13. Fauvillers - 15. Gouvy - 19. Houffalize - 35. Sainte-Ode - 41. Vaux-sur-Sûre - 42. Vielsalm                                   |
| Arondismentul Marche-en-Famenne: | Arondismentul Neufchâteau: | Arondismentul Virton: |
| - 10. Durbuy - 11. Erezée - 18. Hotton - 20. La Roche-en-Ardenne - 24. Manhay - 25. Marche-en-Famenne - 30. Nassogne - 33. Rendeux - 39. Tenneville | - 06. Bertrix - 07. Bouillon - 09. Daverdisse - 17. Herbeumont - 21. Léglise - 22. Libin - 23. Libramont-Chevigny - 31. Neufchâteau - 32. Paliseul - 36. Saint-Hubert - 38. Tellin - 44. Wellin | - 08. Chiny - 12. Étalle - 14. Florenville - 16. Habay - 27. Meix-devant-Virton - 29. Musson - 34. Rouvroy - 37. Saint-Léger-en-Gaume - 40. Tintigny - 43. Virton |

1. ↑   https://web.archive.org/web/20171219014506/http://statbel.fgov.be/fr/statistiques/chiffres/environnement/geo/occupation_sol_cadastre/, arhivat din original la 19 decembrie 2017 Lipsește sau este vid: |title= (ajutor)
2. ↑  GeoNames, accesat în 9 iulie 2017